# Otto Fenichel
Otto Fenichel, né à Vienne le 2 décembre 1897, mort le 22 janvier 1946 à Los Angeles, est un médecin et psychanalyste autrichien. 

## Biographie
Otto Fenichel est issu d'une famille d'avocats viennois. Il est proche d'un mouvement de jeunesse dont Siegfried Bernfeld est responsable. Il assiste, durant ses études de médecine, aux conférences sur la psychanalyse données par Freud durant les années 1915-1916, puis participe à partir de 1918 aux réunions de la Société psychanalytique de Vienne, dont il devient membre en 1920, après avoir présenté pour son admission une conférence intitulée « Des problèmes sexuels dans les mouvements de jeunesse ». Il obtient son doctorat de médecine en 1921, à l'université de Vienne. Il crée le Kinderseminar où il étudie les questions liées à la psychanalyse clinique et appliquée. Il fait une analyse avec Paul Federn puis lorsqu'il s'installe à Berlin, réalise une autre analyse avec Sándor Radó. Il enseigne à l'Institut de psychanalyse de Berlin et devient membre de la Société allemande de psychanalyse (1926-1934).
Il doit s'exiler en 1933, lors de la prise de pouvoir par les nazis. Il vit d'abord en Norvège, où il devient secrétaire de la société danoise et norvégienne de psychanalyse. Il continue par écrit les rencontres des psychanalystes-marxistes en écrivant des lettres circulaires (les « Rundbriefe ») clandestines, destinées à ses collègues en exil. Il en envoie 119 entre 1934 et 1945. puis en 1935 à Prague, où il dirige la société d'études psychanalytiques, jusqu'à sa dissolution. Le groupe pragois est constitué de psychanalystes allemands, réfugiés après la prise de pouvoir d'Hitler : Annie Reich, Edith Gyömrői, Kate Friedlander, Barbara Lantos, Edith Jacobson, Steff Borstein et sa sœur Berta Borstein, Yela et Heinrich Löwenfeld, George Gerö, et du médecin pragois, Theodor Dosuzkov, formé à la psychanalyse lors de ses études par Nikolaï Ossipov. La société pragoise est reconnue par l'Association psychanalytique internationale en 1936 et le XIVe congrès de l'association internationale se tient la même année, à Marienbad, en Bohême. 
La société pragoise ne résiste pas à l'invasion de la Tchécoslovaquie par les nazis en 1939, mais la plupart des membres de l'association ont déjà émigré dès 1938, au moment de l'Anschluss. 
Otto Fenichel s'installe à Los Angeles, au printemps 1938, avec sa famille, à l'invitation du groupe d'étude psychanalytique de Los Angeles, qui lui fournit un affidavit. Dès ses années à Prague, Fenichel est en contact avec l'Emergency Committee on Relief and Immigration, créé par l'American Psychoanalytic Association en 1938, pour soutenir l'émigration des psychanalystes autrichiens, puis plus largement d'Europe centrale. À son arrivée aux États-Unis, Fenichel s'active pour aider ses collègues européens à émigrer. Il aide notamment le comité à évaluer la situation des psychanalystes qui demandent son intervention. Il est membre fondateur de la Société de psychanalyse de Los Angeles en 1942, et en est le vice-président en 1944. Il est rédacteur du Psychoanalytic Quaterly (1939) et reprend des études de psychiatrie pour obtenir son habilitation américaine, afin de travailler à l'hôpital. Il devient ensuite psychiatre au Cedars Lebanon Hospital (Los Angeles).
Son principal ouvrage est The Psychoanalytic Theory of Neurosis.

### Publications
- La théorie psychanalytique des névroses, Paris, PUF, 1987, 416 p.  (ISBN 978-2-13-039868-4)
- Problèmes de technique psychanalytique, Les Introuvables, 2001,  (ISBN 2845750048)
- Passion de Jeunesse, L'Arche, 1989.
- (de) (éd.) Otto Fenichel. 119 Rundbriefe, t.1 Europa, t.2 America, édition critique par Elke Mühlleitner et Johannes Reichmayr (de), Stroemfeld, 1998, 2 137 p.  (ISBN 978-3878775652)